# Jovens Liberais da Áustria
Os Jovens Liberais da Áustria (Junge Liberale Österreich - JuLis; anteriormente "Foro Estudantil Liberal") são uma organização política dos jovens e estudantes. Anteriormente uma parte do Foro Liberal, os Jovens Liberais candidataram-se nas Eleições europeias parlamentares de 2009. O Foro Liberal não apoiou-os.  

## Conselho da Administração Federal
A condutora dos Jovens Liberais é Alegra-Isabel Raising. O seu substituto chama-se Hannes Müllner. O administrador é Dominik Pittracher. A competência do Christopher Jaritz é o assunto "comunicação". O estabelecimento de rede de contatos e assuntos internacionais são as funções do Moritz Klammler.

## Resultados nas Eleições Estudantis Universitárias
Os seguintes são os nomes dos candidatos, as percentagens obtenidas e o número dos deputados:
- 1995 Johannes Vetter, 8,8 %, 6 deputados
- 1997 Udo Pappler, 10,4 %, 7 deputados
- 1999 Andreas Putz, 9,9 %, 4 deputados
- 2001 Michaela Köberl, 5,3 %, 2 deputados
- 2003 Florian Schweitzer, 3,4 %, 1 deputado
- 2005 Martin Ehrenhauser, (3,9 %), 1 deputado
- 2007 Philipp Weingartshofer, (2,27 %), 1 deputado
- 2009 Alegra-Isabel Raising, (1,7 %), nenhum deputado